# Sadina Alla
Sadina Alla (Tirana, 15 settembre 1988) è una modella albanese, incoronata Miss Universo Albania il 12 aprile 2007.
Ha rappresentato l'Albania a Miss Universo 2007, che si è tenuto a Città del Messico, in Messico il 28 maggio 2007.
Appassionata di arte, Sadina Alla si diletta nella pittura. Al momento dell'incoronazione, la modella albanese aveva già accumulato alcune esperienze come fotomodella, ed aveva lavorato per Versace, Roberto Cavalli, H&M e Dior.